# Kruščica

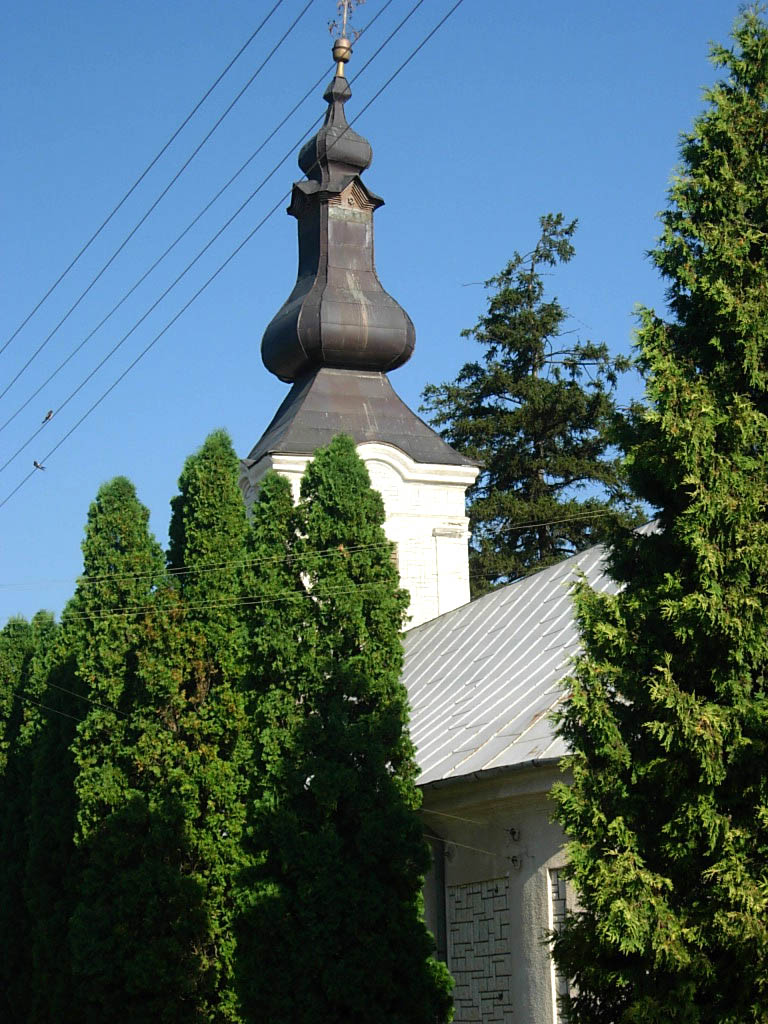
Den orthodoxa kyrkan

Kruščica (Крушчица) är en ort i Serbien. Den är belägen i kommunen Bela Crkva i distriktet Södra Banat, i provinsen Vojvodina. Orten har mestadels serbisk befolkning och invånarantalet ligger på 989 personer (2002).

## Historisk befolkningsnivå
- 1961: 1,738
- 1971: 1,478
- 1981: 1,279
- 1991: 1,185
- 2002: 989